# Upplands runinskrifter 728
Upplands runinskrifter 728 är en vikingatida ristad sten av grå granit i Tängby, Lund, Löts socken och Enköpings kommun. Stenen är 2 meter lång och 1,3 meter bred. På ovansidan finns en ristad slinga. Ristningen är rent ornamental med endast slingor och inga runor. Troligen är stenen ett första försök av en ovan ristare och kasserad. Stenen har troligen heller aldrig rests. Slingorna är mestadels djupt och kraftigt huggna.